# Ludovico Pellizzari
Ludovico Pellizzari (Maglie, 5 novembre 1883 – Roma, 23 marzo 1946) è stato un politico e giornalista italiano.

## Biografia
Laureatosi in giurisprudenza, durante il periodo bellico 1915-1918, fu decorato con due medaglie di bronzo al valor militare.
Successivamente intraprese la carriera di giornalista, diresse Il Mattino di Napoli e ricoprì la carica amministrativa di vicepresidente dell'Istituto Nazionale del Nastro Azzurro.
Fu eletto per la prima volta deputato il 6 aprile 1924 nella XXVII legislatura e successivamente nella XXVIII e nella XXIX legislatura. Il 6 febbraio 1943, nominato Senatore, divenne membro della commissione degli affari esteri, degli scambi commerciali e della legislazione doganale.
In seguito ricoprì la carica di consigliere e poi quella di assessore comunale nel comune di Roma.
Fu insignito di numerose onorificenze tra le quali quella dell'ordine della corona d'Italia e quella di cavaliere ufficiale dell'ordine dei S.S. Maurizio e Lazzaro.